# الدوري اللبناني الممتاز 2007–08
دوري كرة القدم اللبناني 2007–08 هو الموسم الثامن والأربعون لدوري كرة القدم الممتاز في لبنان، وهو أعلى دوري احترافي لبناني لأندية كرة القدم منذ تأسيسه في عام 1933، بدأ الموسم في السبت 20 أكتوبر 2007 وانتهى في الخميس 26 يونيو 2008، حيث تنافس في الدوري اثني عشر فريقًا، وفاز به نادي العهد لأول مرة في تاريخه، بنتيجة 1:2 في المباراة النهائية أمام نادي التضامن صور في 26 يونيو 2008،  وقد خاض فريق نادي العهد 22 مباراة، فاز بـ 15 مباراة منها، وتعادل في 4 مباريات، وخسر 3 مباريات، وكانت مجموع نقاطه 49 نقطة،  وفاز المهاجم محمد غدار من نادي النجمة بجائزة «أفضل هداف» بعد أن أحرز 22 هدفاً.
كان نادي الأنصار المدافع عن اللقب، وقد انضم فريق نادي السلام زغرتا الرياضي وفريق نادي الشباب الرياضي الغازيه إلى الدوري بعد ترقيتهما من الدوري اللبناني الدرجة الثانية 2007–08، بعد هبوط نادي الشباب العربي والإصلاح البرج الشمالي إلى الدوري اللبناني الدرجة الثانية 2008–09.
بسبب أحداث 7 أيار تأجل الدوري لشهر، وانتهى الدوري في شهر يونيو 2008 بدلاً من مايو.

## النتائج النهائية
مصدر:
| مركز | فريق                       | مباريات | مباريات | مباريات | مباريات | أهداف | أهداف | أهداف | نقاط | تأهل/هبوط                                                                            |
| مركز | فريق                       | لعب     | فاز     | تعادل   | خسر     | له    | عليه  | +/-   | نقاط | تأهل/هبوط                                                                            |
| ---- | -------------------------- | ------- | ------- | ------- | ------- | ----- | ----- | ----- | ---- | ------------------------------------------------------------------------------------ |
| 1    | نادي العهد                 | 22      | 15      | 4       | 3       | 41    | 15    | +26   | 49   | مرحلة المجموعات في كأس الاتحاد الآسيوي 2009                                          |
| 2    | نادي الأنصار               | 22      | 14      | 6       | 2       | 41    | 16    | +25   | 48   | دوري أبطال العرب 2008–09                                                             |
| 3    | نادي النجمة                | 22      | 15      | 3       | 4       | 49    | 18    | +31   | 48   |                                                                                      |
| 4    | نادي المبرة                | 22      | 10      | 7       | 5       | 27    | 14    | +13   | 37   | مرحلة المجموعات في كأس الاتحاد الآسيوي 2009 (الفائزون بكأس لبنان)                    |
| 5    | نادي الصفاء                | 22      | 10      | 5       | 7       | 31    | 29    | +2    | 35   | مرحلة المجموعات في كأس الاتحاد الآسيوي 2009 بصفته الوصيف في كأس الاتحاد الآسيوي 2008 |
| 6    | شباب الساحل                | 22      | 7       | 7       | 8       | 28    | 30    | −2    | 28   |                                                                                      |
| 7    | نادي طرابلس                | 22      | 6       | 5       | 11      | 26    | 40    | −14   | 23   |                                                                                      |
| 8    | التضامن صور                | 22      | 5       | 6       | 11      | 25    | 35    | −10   | 21   |                                                                                      |
| 9    | الراسينغ بيروت             | 22      | 4       | 8       | 10      | 23    | 28    | −5    | 20   |                                                                                      |
| 10   | نادي الحكمة (فريق)         | 22      | 4       | 8       | 10      | 20    | 42    | −22   | 20   |                                                                                      |
| 11   | الدوري اللبناني الممتاز    | 22      | 4       | 4       | 14      | 24    | 36    | −12   | 16   | هبط إلى الدوري اللبناني - الدرجة الثانية                                             |
| 12   | النادي الأهلي صيدا الرياضي | 22      | 3       | 7       | 12      | 11    | 43    | −32   | 16   | هبط إلى الدوري اللبناني - الدرجة الثانية                                             |

## الهبوط والصعود
- هبط إلى الدرجة الثانية 2008-2009 :
  - نادي الإرشاد
  - النادي الأهلي صيدا الرياضي
- صعد من الدرجة الثانية 2007-2008:
  - نادي السلام زغرتا الرياضي (البطل)
  - نادي الشباب الرياضي الغازيه

## الأعلى نقاطا
هذه هي قائمة أفضل الهدافين في موسم 2007/2008،  حيث كان محمد غدار في المرتبة الأولى.
| مرتبة | اسم                         | النادي                  | الأهداف |
| ----- | --------------------------- | ----------------------- | ------- |
| 1     | محمد غدار                   | نادي النجمة             | 22      |
| 2     | غسان شويخ                   | التضامن صور             | 14      |
| 3     | صالح سدير                   | نادي الأنصار            | 12      |
| 4     | إيرول مكفارلان              | نادي المبرة             | 9       |
| 5     | أحمد جرادي [الإنجليزية]     | شباب الساحل             | 9       |
| 6     | عباس أحمد عطوي              | نادي النجمة             | 9       |
| 7     | فادي غصون [الإنجليزية]      | نادي الأنصار            | 8       |
| 8     | عصام مكة                    | الدوري اللبناني الممتاز | 7       |
| 9     | كارنيرو ساندرو [الإنجليزية] | نادي العهد              | 7       |
| 10    | مصطفى القصاع [الإنجليزية]   | نادي طرابلس             | 7       |

## وصلات خارجية
- صفحة "الدوري اللبناني الممتاز 2007–08" على موقع كووورة.